# 田久保諭
田久保 諭（たくぼ さとし、1982年10月22日 - ）は、琉球放送コンテンツ本部報道局報道部部長補佐・アナウンサー。前同本部アナウンス室長部長補佐。

## 来歴
佐賀県唐津市出身。佐賀県立小城高等学校、北海道教育大学教育学部卒業。
2005年3月に大学を卒業してからは教員をしていたが、1年後の2006年4月にRBCに入社し、同局のアナウンサーになる。
2010年10月、オリオンビールのキャンペーンガールをしていた女性と結婚。彼女との間に3人の男児をもうける。
2023年4月狩俣倫太郎の後任としてRBCコンテンツ本部アナウンス室長、および部長補佐に就任2025年4月コンテンツ本部報道局報道部部長補佐に異動し、アナウンス室長は再び狩俣が務めることとなった。
2025年4月16日、社内向けの説明会が開かれ、弁護士臨席での本人からの聞き取りで重大なコンプライアンス違反に該当する事実があったと判断され、自宅待機を命じられたと報告。14日を最後に全ての出演番組から降板し、radikoにアーカイブされている番組の配信が30日間を待たずに終了されている。

## 担当番組

### テレビ番組
- RBCフラッシュニュース[1]
- ジョートーTV - リポーター、ナレーター[1]
- PaBoo（2007年4月 - ）
- RBC THE NEWS（2008年4月 - 2021年3月） - スポーツ取材・レポート、水曜「情熱クラブ」担当
- Ryuスポ - スポーツ取材・レポート、インターハイコーナー担当
- スゴてれ（2008年4月 - 2009年3月） - MC
- ミュージックファイルマックス30
- 沖縄BON!! - 月に1回の生放送回でのMC[10]、「やっぱり麺が好き」 「田久保諭のお手軽ダイエット」担当[10][11]
- Aランチ（2018年4月 - 2021年3月） - MC
- 琉球歴史ドラマ 尚円王（2020年2月12日 - 2月26日、琉球放送） - ナレーション/役人 役
- RBC NEWS Link（2021年3月 - ） - 火曜・木曜キャスター
- RBC NEWS Link FLASH（2021年3月 - ）

### ラジオ番組
- スポーツフォーカル - 水曜「田久保諭の只今部活中！」担当（日曜に放送の単独番組版にも出演[1]）、金曜「田久保諭 肉体改造計画」担当[12]、金曜パーソナリティ
- OKINAWAN MUSIC（2007年10月 - ） - 火曜パーソナリティ
- アナウンサーひとり語り劇場 → RBCアナウンサー朗読〜ひとり語りシアター〜（不定期）
- 新感覚・討論バラエティー 漁夫の利（2011年4月 - 2011年10月）
- リビドー（2011年10月 - ） - 金曜「妄想フライデー」パーソナリティ
- 田久保諭の日曜ポーレポーレ（2013年4月 - 2017年3月）
- ジ・アナウンサーズ 特命全権アナβ（不定期）
- シャキッとi - 月曜・火曜・水曜パーソナリティ
- RBCiラジオスペシャル（随時）
- りゅうぎんドライビングブレイク（月曜 - 金曜、 - 2025年4月14日[注 2]）
- わんDAY（2020年4月 - 2021年3月） - 木曜・金曜アシスタント
- ジ・アナウンサーズ（毎週水曜、 - 2025年4月9日）
- ミュージックタイムカプセルTAKUBOX（毎週水曜、 - 2025年4月9日）